# لوسيندا فرانكس
لوسيندا فرانكس (بالإنجليزية: Lucinda Franks)‏ هي صحفية أمريكية، ولدت في 16 يوليو 1946 في شيكاغو في الولايات المتحدة.